# ФК Искра Даниловград
Фудбалски клуб Искра црногорски је фудбалски клуб из Даниловграда основан 6. маја 1919. године, који се тренутно такмичи у Другој лиги Црне Горе.
Уз Ловћен, један је од најстаријих клубова у Црној Гори а спада у ред старијих клубова на простору бивше Југославије.

## Историја
- Након завршетка Првог свјетског рата у Бјелопавлићима се омладина почиње интензивније занимати за „лоптање” - фудбалску игру. Убрзо се окупио један број заинтересованих омладинаца, грађана, махом трговаца, занатлија и ситне буржоазије који почињу са лоптањем на оближњим ливадама у околини града и селима. Била је то у почетку, нека импровизована игра крпењачом, која није много личила данашњој. И та прва крпењача, према ријечима савременика била је већа и тежа за игру, направљена од добро набијених тканина, умотаних у кожу или дебело платно и зашивена. Таква је била та прва крпењача...
- Прву фудбалску лопту у Даниловград, донио је Стеван Шћепо Златичанин, најстарији син угледног даниловградског трговца Неша Златичанина. Било је то почетком марта 1919. године. Поуздано се не зна, али се по сјећањима савременика претпоставља, да је ова прва и ”права” кожна лопта набављена преко подгоричких трговаца, рођака Неша Златичанина. Њу су донијели студенти који су били на школовању у Чешкој, а који су исте године донијели фудбалске лопте и другим подгоричким клубовима.
- Нема података о томе, да ли је у даниловградском срезу прије Првог свјетског рата било неке интензивније спортске па и фудбалске активности и организованих клубова. Међутим, за вријеме окупације, Аустро-угарске, њихови војници који су тада били стационирани у Даниловграду, играли су фудбал још у љето 1916. и 1917. године.

### Настанак
- Почеци организованог ”лоптања”, односно фудбалске игре у Бјелопавлићима - општини Даниловград, према историјским изворима, казивањима локалних хроничара, као и према сјећању старијих грађана - памтиша и савременика вежу се за крај друге деценије XX вијека. Први почеци интензивније фудбалске активности дешавају се почетком прољећа 1919. године. Убрзо након тога, дошло је и до оснивања првог фудбалског клуба у Граду на Зети који се звао РШК (Раднички шпорт клуб) СЛОГА, а чију традицију данас наставља ФК ИСКРА.
- Дакле, први фудбалски, клуб у Даниловграду била је Слога. Касније је у самом граду дошло до експанзије фудбалске игре и оснивања више клубова.
- Први Спортски клуб у Даниловграду је био „Слога", а након њега настао је низ екипа, међу којима: „Змај“ (екипа омладине и симпатизера КПЈ), „Његош“, „Напредак“, „Гром“, „Омладинац“, „Зора“, неки од њих нису били регистровани, као и друге мање екипе са подручја даниловградског среза којих је у међуратном периоду било 16.
- Организованије активности почеле су се одвијати на оближњим ливадама, најчешће у Долу Ђеловића, испод Главице, код цркве Свете Текле, али и на другим мјестима. Занатлије, посебно кројачи и обућари дали су се одмах на посао да припреме дресове, гаћице и копачке... Негдје крајем априла, у кући Сима Маркуша, на углу тадашње улице Краља Александра, коначно је договорено да се ове активности уздигну на виши ниво оснивањем фудбалског клуба. И тако би. У његовој кући се основа први фудбалски клуб у Бјелопавлићима који је добио име Раднички шпорт клуб СЛОГА. Његово име најбоље је представљало неке основне карактеристике фудбалске игре у Даниловграду.
- Иако је Слога основана нешто раније, за датум оснивања клуба узима се 6. мај, када је одиграна прва историјска утакмица на Ждребаонику у близини истоименог манастира. На тај дан традиционално се одржавао Ђурђевдански уранак, односно сабор у порти манастира Ждребаоник. Те године бјеше се окупило много свијета. Бјеше приређен и разноврстан културно-забавни програм у коме су наступили Пјевачко друштво Јединство, блех музика Соколског друштва, као и дилетантска група глумаца. Одржана су надметања у витешким дисциплинама, а онда око подне одиграна је и прва фудбалска утакмица, која је означила ренесансу једне нове игре у Бјелопавлићима и која је убрзо очарала младеж. Ту историјску прву утакмицу играли су оснивачи клуба и младићи који су се окупили око клуба, на једној и трговци, радници, ситна буржоазија и омладина на другој страни... Клуб је брзо напредовао, помаган од стране трговаца, занатлија и угледних грађана.

### Слога је била раднички клуб
- Вријеме оснивања првог фудбалског клуба у даниловградском срезу било је оно када су на сцену ступали раднички клубови. Била је то година превирања, када је талас великог незадовољства покренуо радничку класу у борби против неправде за бољи и праведнији живот. Тако и први фудбалски клуб у Даниловграду Слога, припада широкој групацији радничких клубова, о чему говори и његов предзнак Раднички шпорт клуб (РШК) Слога. Тако и не чуди што су први дресови клуба били јарко црвене боје. И оно што је веома важно овом приликом истаћи, Слога је послије цетињског ФК Ловћен најстарији фудбалски клуб у Црној Гори.

### Први писани помени
- Писаних помена о даниловградским фудбалским клубовима између два рата има заиста пуно. Не може се са сигурноћу тврдити који је најстарији. Али, у тадашњој штампи информацију о РШК Слога налазимо у никшићком листу Слободна мисао. Наиме, у краткој вијести наводи се, да је 12. августа 1923. године, Слога одиграла у Никшићу пријатељску утакмицу са домаћим Горштаком. У једном новинском чланку који доноси једну нејасну слику екипе наводи се да је Слога основана одмах након ослобођења након Првог свјетског рата. даље се клаже, да је клуб добро напредовао, али да је имао велике сметње због игралишта, те је био принуђен да игра увијек на страни. Овдје се наводи, да су од играча најбољи браћа Станишић - Миливоје и Јагош и Миливоје Мићко Павићевић.

### Шест клубова у Даниловграду
- У дреугој деценији прошлог вијека у Даниловграду, који је у ужем градском језгру имао тек нешто више од 1.000 становника оснивају се, један за другим фудбалски клубови. У том међуратном периоду било их је шест (6). Након првенца Слоге (1919), оснива се мање познато Радничко спортско друштво Зора 1927. године, које је кратко трајало. Убрзо по том настаје Змај (1929), па Његош (1931), Гром (1932), Напредак (1935) и Омладинац (1939). Када је риојеч о наступима, онда треба рећи да је уз Слогу, Змај био најактивнији. Наступао је у такмичењу Зетске спортске жупе. Остали клубови нису учествовали у званичним такмичењима, иако су највећим дијелом били званично регистровани од стране власти играли су махом само пријатељске утакмице. О тим сусретима штампа из тог периода има више интеренсантних написа.

## Након Другог свјетског рата
Одмах након ослобођења земље у Даниловграду су почела окупљања предратних фудбалера и заљубљеника у ову игру. Убрзо је формиран СК Јединство, који је требало да буде носилац активности на омасовљењу спорта у општини. Међутим, из непознатих разлога, овај клуб се убрзо након оснивања угасио. Остало је забиљежено да је одиграо само једну пријатељску утакмицу са Сутјеском на игралишту Широке Лазине у Косовом Лугу. Почињу тада окупљања бивших фудбалера Слоге и Змаја као најјачих клубова који одлучују да обнове традицију фудбалске игре у Бјелопавлићима. Највећи број играча Слоге и Змаја као и осталих мање или више познатих клубова из среза, из разних разлога није наставио са играњем. У највећем броју случајева ријеч је било о борцима који су након рата наставили да живе ван Даниловграда, или да обављају значајне политичке функције у граду, Црној Гори или СФРЈ.

### Обнова фудбалске игре
Оснивачка скупштина на којој је договорена стратегија за наставак развоја фудбалске игре у Бјелопавлићима одржана је у љето 1945. године. На њој је присуствовало знатан број предратних играча Слоге и Змаја, најјачих клубова Даниловграда. Требало је донијети одлуку о наследнику фудбалске традиције, обновити фудбалску игру и изабрати управу. Било је више предлога о имену клуба. Наравно, највише да се клуб назове СЛОГА, јер је она била први и најстарији, али било је предлога и да се клуб назове Змај. И Слога, а касније Змај имали су препознатљива обиљежја спортске опреме - црвену боју мајица. Оба ова клуба биле су истински споне међу људима и у правом смислу ријечи које су их красиле репрезентовали их.

### ИСКРА умјесто Слоге и Змаја
На скупштини је одлучено да се формира клуб који се неће звати ни Слога ни Змај, већ под именом које ће асоцирати на оба ова стара, позната, предратна клуба. Настала је тада ИСКРА као настављач фудбалске традиције првих лоптача СЛОГЕ, као најстаријег клуба у Бјелопавлићима и једног од најстаријих у Црној Гори и Змаја. И заиста тако је и било... Кум мновог имена клуба био је Веселин Ђурановић, тадашњи предсједник СКОЈ-а за Даниловградски срез а касније и играч клуба. Веселин Ђурановић је касније био високи партијски и државни функционер, у једном периоду био је и предсједник Предсједништва СФРЈ.
Војислав-Војо Прелевић, који је био један од млађих играча те прве поратне генерације у својим биљешкама је записао: Дивне људске и спортске особине које су посједовали играчи и управа Слоге, прихватили су их, касније како у управи, тако и у цјелокупном играчком саставу Змаја, а касније Искре.

### Поратна историја
Искра се пласирала у Републичку лигу преко квалификација 1947. године. Први наступ у Републичкој лиги био је у сезони 1948/49. када је освојила 6 мјесто од 8 екипа. Све до сезоне 1954/55. године Искра је играла у Републичкој лиги коју су онда чиниле најјаче екипе уз Сутјеску и Будућност. Искра је те сезоне испала у Титоградски подсавез, али је као заинтересовани клуб играла квалификације за пласман у Другу зону Б групе, са Арсеналом и Дубровником, али није успјела да се пласира. Наредне сезоне 1955/56. у Црној Гори највиши ранг је било подсавезно такмичење у двије зоне-Сјевер и Југ. Искра је освојила првенство Сјеверне групе Титоградског подсавеза и са првакон групе Југ, екипом Бокеља играва квалификације за улазак у Другу зону Б групе, који је био облик такмичења у рангу Друге лиге. Искра је побиједила 4:2 у Даниловграду, а уи Котору играла неријешено у пласирала се у ово такмичење. Искра је у овом веома јаком такмичењу играла у сезони 1956/57. са екипама: Ловћена, Младости из тадашњег Титограда, Никшића (сада Сутјеска), Јединства из Бијелог Поља, Јединства из Херцег Новог, Арсенала из Тивта, ГОШК-а и Дубровника из Дубровника и Леотара из Требиња.
Након ове сезоне Искра је испала из овог такмичења, Искра је требало да се 1957/58. години такмичи у Титоградском подсавезу, али због тешке материјално-финансијске ситуације није играла. Због великих обавеза Искра је банкротирала. Клуб се угасио, али за кратко. Одмах након тога основан је клуб под старим именом Слога, који је наравно окупио играче Искре који су 1958/59. наставили такмичење у Титоградском подсавезу борећи се за повратак у виши ранг. Како Слога није успјела да оствари циљ и врати се у Републичку лигу, управа клуба је одлучила да се клубу да име Змај. Под тим именом такмичио се три наредне сезоне у Титоградском подсавезу. У сезони 1960/61. освојио је 1. мјесто и пласирао се у Републичку лигу. Од тада па до краја шездесетих година био је период експанзије фудбала, добрих игара и сталних наступала у Републичкој лиги..

### Године успјеха
У сезони 1969/70. године Искра је у Републичкој лиги, у веома јакој конкуренцији, у мртвој трци са Бокељом из Котора, на крају само са једним бодом предности освојила првенство Црне Горе и пласирала се у Другу савезну фудбалску лигу, група Југ. Било је то вријеме сјајне генерације играча које је са клупе водио тренер Драгослав-Даша Радуловић. На стадиону Браће Велашевић-испод Главице, сваку утакмицу посматрало је у просјеку преко 2.000 гледалаца. Били су то блистави дани Искре.

## Највећи успјеси
- Првенство СФР Југославије:

Први пут се у сезони 1956/57. такмичи у вишем рангу, у Другој зони група Б, које је било у рангу Друге лиге.
Свој највећи успјех биљежи у периоду од 1970 до 1972 године, када се такмичи у Другој савезној лиги (група југ) Југославије.
У Другој савезној лиги (група Б) Југославије наступала је 1994/95, у Другој лиги (група Запад) 1996/97, а у Другој лиги (група југ) од 2000. до 2003
- Првенство Црне Горе:

Првак Црне Горе била је 4 пута, у сезонама 1969/70, 1972/73, 1993/94. и 1999/00.
Куп Црне Горе освојила је у сезони 1993/94.
Првенство Друге лиге Црне Горе а тиме и директан пласман у Прву Телеком лигу освојила је у сезони 2014/15.

## Резултати у такмичењима у Црној Гори
| Сезона   | Ранг | Лига                       | Бр.екипа | Позиција  | Куп              |
| -------- | ---- | -------------------------- | -------- | --------- | ---------------- |
| 2006/07. | 3    | Трећа лига — Средња регија | 9        | 1. место  | Прво коло        |
| 2007/08. | 3    | Трећа лига — Средња регија | 9        | 4. место  | Није учествовала |
| 2008/09. | 3    | Трећа лига — Средња регија | 12       | 6. место  | Није учествовала |
| 2009/10. | 3    | Трећа лига — Средња регија | 12       | 1. место  | Прво коло        |
| 2010/11. | 2    | Друга лига                 | 12       | 5. место  | Осмина финала    |
| 2011/12. | 2    | Друга лига                 | 12       | 9. место  | Прво коло        |
| 2012/13. | 2    | Друга лига                 | 12       | 11. место | Прво коло        |
| 2013/14. | 3    | Трећа лига — Средња регија | 12       | 1. место  | Није учествовала |
| 2014/15. | 2    | Друга лига                 | 12       | 1. место  | Прво коло        |
| 2015/16. | 1    | Прва лига                  | 12       | 10. место | Осмина финала    |
| 2016/17. | 1    | Прва лига                  | 12       | 6. место  | Полуфинале       |
| 2017/18. | 1    | Прва лига                  | 10       | 7. место  | Осмина финала    |
| 2018/19. | 1    | Прва лига                  | 10       | 5. место  | Осмина финала    |
| 2019/20. | 1    | Прва лига                  | 10       | 3. место  | Прекинуто        |
| 2020/21. | 1    | Прва лига                  | 10       | 8. место  | Полуфинале       |
| 2021/22. | 1    | Прва лига                  | 10       | 4. место  | Полуфинале       |
| 2022/23. | 1    | Прва лига                  | 10       | 10. место | Полуфинале       |
| 2023/24. | 2    | Друга лига                 | 10       | 6. место  | Осмина финала    |
| 2024/25. | 2    | Друга лига                 | 9        | 5. место  | Полуфинале       |

## Искра у европским такмичењима
| Сезона   | Такмичење   | Коло         | Држава   | Клуб               | Дом. терен | Гос. терен | Укупно        |
| -------- | ----------- | ------------ | -------- | ------------------ | ---------- | ---------- | ------------- |
| 2020/21. | Лига Европе | Прелиминарно | Андора   | Санта Колома       | Н/Д        | 0:0        | 0:0 (4:3 пен) |
| 2020/21. | Лига Европе | 1. коло кв.  | Бугарска | Локомотива Пловдив | 0:1        | Н/Д        | 0:1           |
| 2022/23. | Лига Европе | 1. коло кв.  | Албанија | Лачи               | 0:1        | 0:0        | 0:1           |

## Извори и литература
- Здравко В. Гавриловић, Од Слоге до Искре: (монографија): 85 година фудбала у Бјелопавлићима 1919-2004
- http://vbcg.vbcg.me/scripts/cobiss?ukaz=DISP&id=2108568869756371&rec=9&sid=1%5B%5D
- Др Новак Јовановић, Фудбал у Црној Гори до 1941. године
- http://vbcg.vbcg.me/scripts/cobiss?ukaz=DISP&id=1748508553119193&rec=31&sid=1%5B%5D